# Acuarela în România

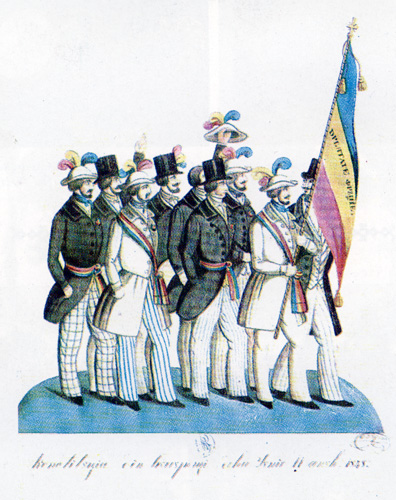
Revoluționari români de la 1848, acuarelă de Costache Petrescu.

Genul de pictură în tehnica acuarelei este reprezentat și în lucrări din România.

## Acuarele realizate de pictori din România

Inundația II
Joan Miró, 1970

Primele miniaturi românești cunoscute sunt cele patru executate în 1429 de monahul Gavril Uric pe un Tetravanghel aflat acum la Biblioteca Bodleiană a Universității Oxford. Miniaturile, aflate pe paginile de gardă, îi înfățișează pe evangheliști. Cum s-a spus mai sus, acestea, deși sunt executate în culori de apă, nu sunt acuarele propriu-zise, însă în epocă nu se făcea distincția.
Unul dintre primii acuareliști remarcabili din România a fost Carol Popp de Szathmáry (1812 – 1887). În călătoriile sale a făcut numeroase acuarele cu scop documentar. Multe din ele au ca subiect portul popular și scene din târguri.
Alt acuarelist din epocă a fost Amedeo Preziosi (1816 – 1882), care în perioada 1868 – 1869, la invitația domnitorului Carol I a făcut două călătorii în România, în timpul cărora a făcut peste 250 de acuarele și guașe.
Theodor Aman (1831 – 1891) a pictat acuarele ca „Eliberarea țiganilor” (1848)
„Dominoul verde” (1882),
Bal mascat (1882) (acuarelă combinată cu guașă).
Nicolae Grigorescu (1838 – 1907) a făcut numeroase desene, acuarele și pasteluri, dintre care doar Biblioteca Academiei Române posedă 345.
Ștefan Luchian (1868 – 1916) a pictat numeroase acuarele, dintre care majoritatea sunt în patrimoniul Muzeului Național de Artă al României:
Puțul din Strada Clucerului (1902-1904),
Livadă,
Bragagiul,
Copii de școală,
Portret de femeie,
dar și în alte muzee din țară:
Pe prispă,
Nud
și Portretul Laurei Cocea
la Muzeul de Artă - Iași,
și „Peisaj de deal cu copaci” la Biblioteca Academiei.
În 2009 s-a licitat La fântână, o acuarelă a sa care a făcut parte din colecția lui Ioan Nicolau și a fost expusă în retrospectiva din 4-31 martie 1939 a Fundației Dalles, desfășurată sub egida Academiei Române și sub patronajul regelui Carol al II-lea.
Nicolae Tonitza (1886 – 1940) a pictat Nud cu draperie, tuș și acuarelă
mai multe studiile în tuș și acuarelă pentru Acoperișuri din Mangalia ca Mangalia
și Curtea cofetăriei din Mangalia (1927-1929)
și peisaje ca Peisaj dobrogean / Peisaj cu case.
Nicolae Dărăscu (1883 – 1959) a pictat și în acuarelă peisaje din Saint-Tropez,
precum și acuarelele Peisaj din Vlaici/Peisaj cu dealuri,
Peisaj/Peisaj panoramic,
Peisaj dobrogean/Peisaj citadin oriental.
Lucian Grigorescu (1894 – 1965) a pictat Case în port (Martignes) (1931-1933)
Iosif Iser (1881 – 1958) a pictat
Două spaniole (tehnici combinate),
și numeroase scene din Dobrogea: Case tătărești/ Compoziție cu case,
Turci la cafenea/Interior cu personaje,
Curse de cai în Dobrogea / Scenă de gen în peisaj,
Peisaj dobrogean/Peisaj oriental.
Gheorghe Petrașcu (1872 – 1949) a pictat  Natură statică cu mere,(1931)
Ștefan Popescu (1872 – 1948 a pictat
Peisaj din Filipoiu,
Peisaj cu geamie.

Acuarele realizate de pictori din România
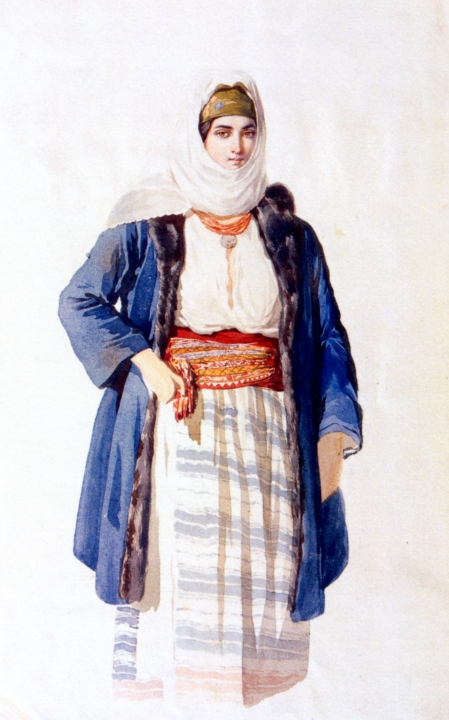
Lăptăreasă din satul Tunari Carol Popp de Szathmáry (1854-1855)
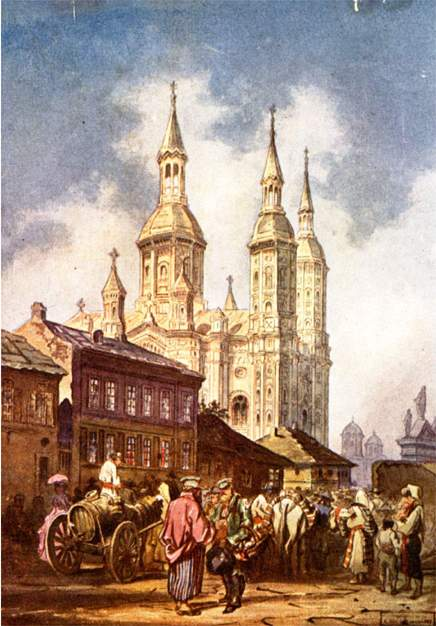
Biserica Sfântul Spiridon Carol Popp de Szathmáry (1860)
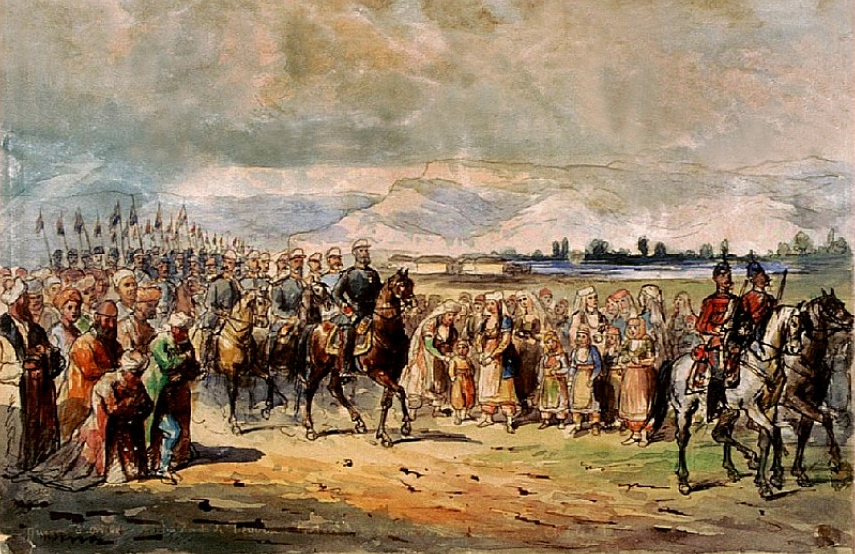
Primirea lui Carol I în Bulgaria Carol Popp de Szathmáry (1877)
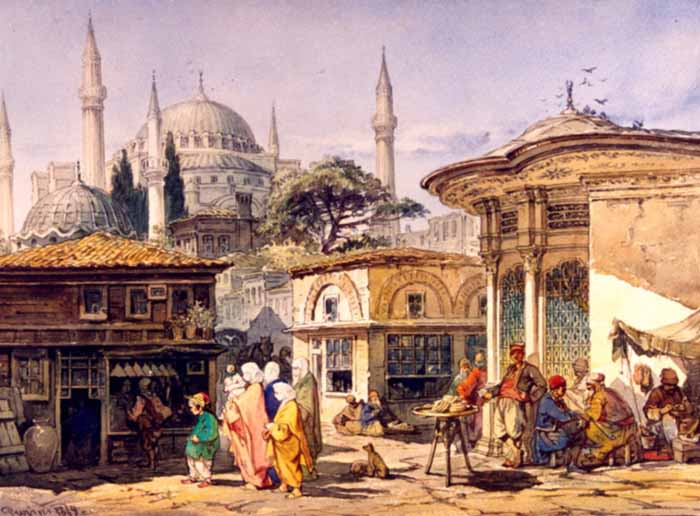
Stradă din Constantinopol Amedeo Preziosi
(1868)[39]
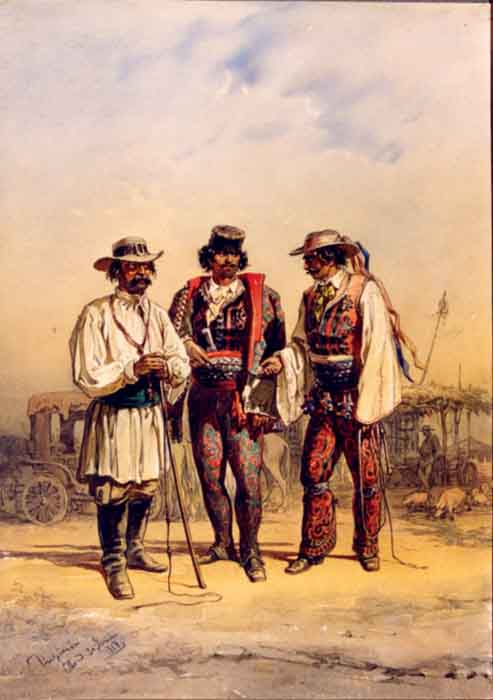
Surugii din Obor Amedeo Preziosi
(1868)[40]
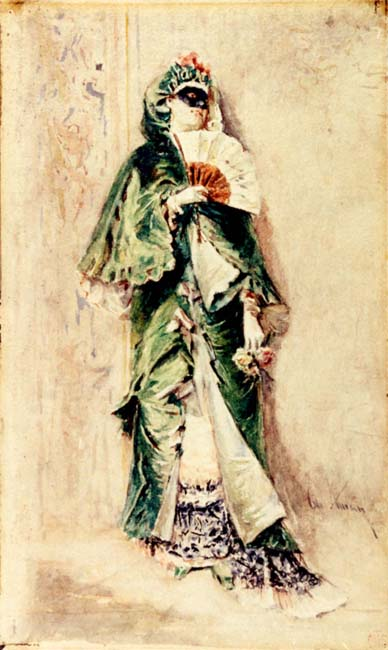
Dominoul verde Theodor Aman (1882)
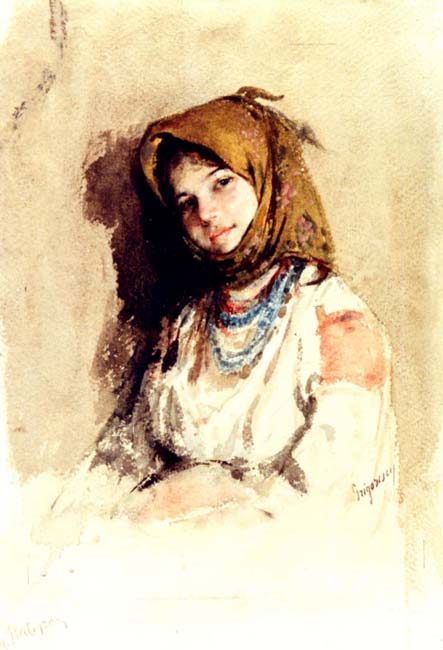
Portret de țărăncuță Nicolae Grigorescu acuarelă și guașă
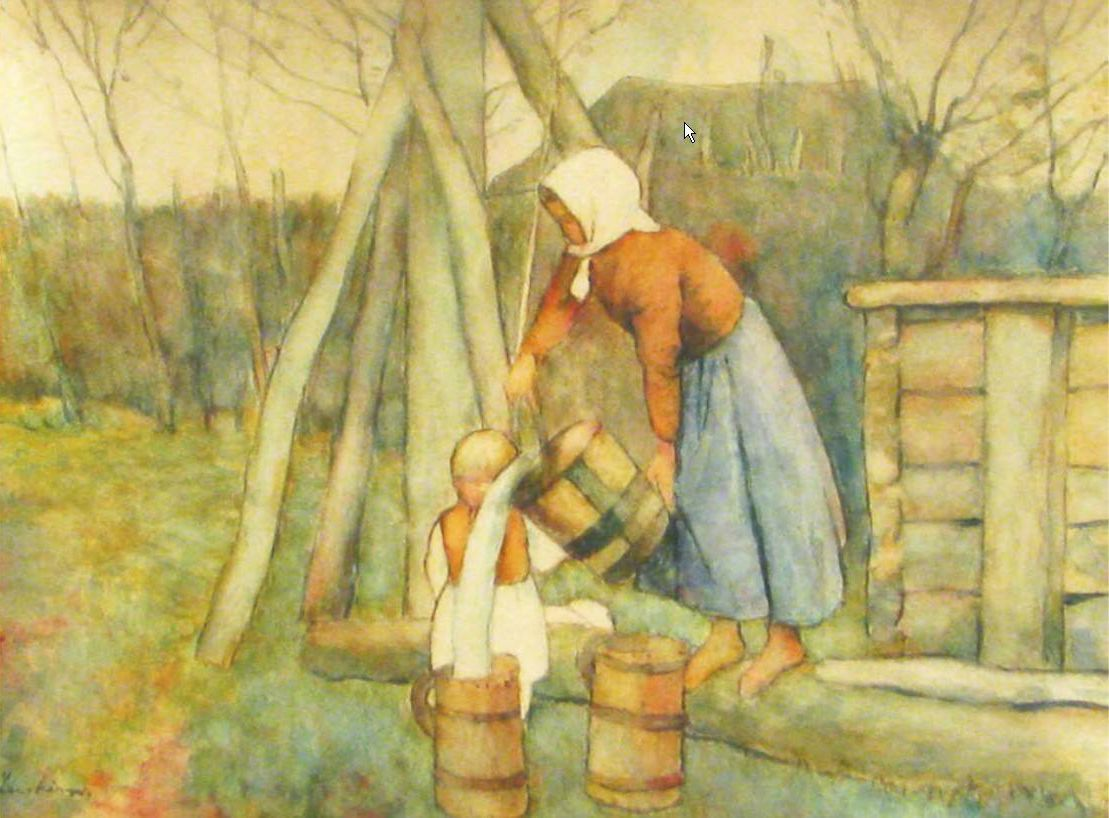
La fântână Ștefan Luchian (c. 1900)
Mangalia Nicolae Tonitza (1930)
Case la mare Nicolae Dărăscu (1933)

## Acuarele deținute în muzeele din România
O foarte cunoscută acuarelă în România este Inundația II de Joan Miró. Acuarela, de 57 x 46 cm a fost donată statului român în august 1970 pentru a servi ca machetă pentru un timbru poștal, valorificat pentru ajutorarea sinistraților în urma inundațiilor din 1970. Acuarela se află la Muzeul Național Filatelic.
Alte acuarele deținute în muzeele din România sunt
Peisaj din Paris de Maurice Utrillo (1926)
Bătrână pe fotoliu, de Louis-Gustave Ricard,
și Târg anual la Sibiu de Franz Neuhauser cel Tânăr (1789).